# Il Tiberio

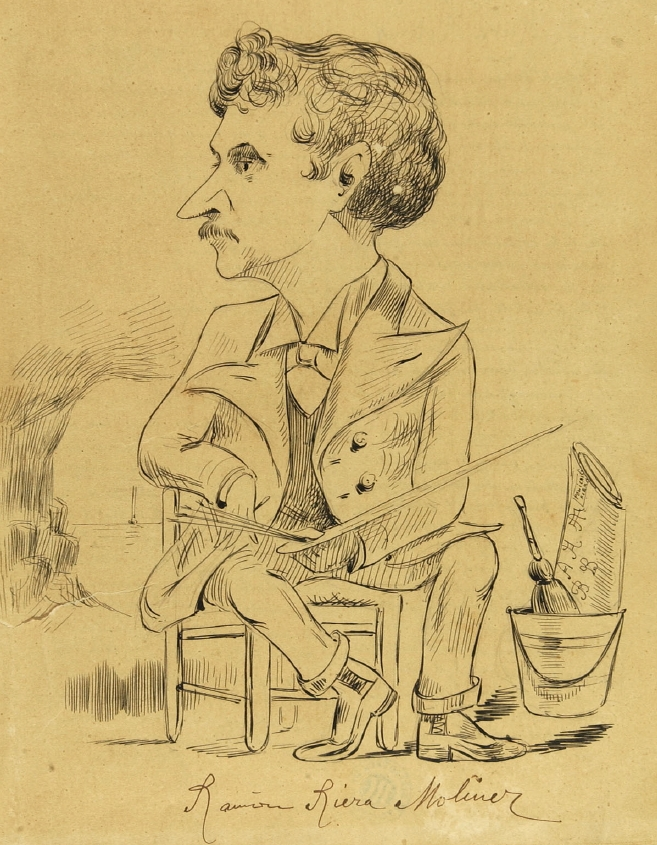
Ramón Riera Moliner en la revista Il Tiberio (1896)

Il Tiberio fue una revista manuscrita catalana, de ejemplares únicos, que salió entre 1896 y 1898. Fue concebida como una manera de mantener informado al pintor Pere Ysern mientras estaba ampliando sus estudios en Roma, y en ella colaboraron varios compañeros suyos, alumnos de la Academia Borrell y asiduos de la tasca barcelonesa El Rovell de l'Ou. Los diferentes colaboradores eran Ramón Riera Moliner -alma de la revista-, Marià Pidelaserra -que hacía la crítica de arte-, Ramón y Julio Borrell, Gaietà Cornet, Josep-Víctor Solà, Filibert Montagut, Emili Fontbona y, esporádicamente, Xavier Nogués. Todos ellos, además de escribir, pintaban y dibujaban. 
Il Tiberio es un documento extraordinario porque apareció con gran constancia, quincenalmente, durando casi dos años. Ysern, tiempo después de su regreso de Roma, la regaló a Ramón Riera; pasó después por las colecciones de Joan Audet y de Ramon Borràs, hasta que la Biblioteca de Cataluña lo adquirió a los herederos de este último.